# Klapperberge
Die Klapperberge sind ein Naturschutzgebiet im Landkreis Uckermark in Brandenburg. Es liegt nördlich von der Stadt Lychen. Das 1560 ha große Gebiet steht seit dem 27. September 2012 unter Naturschutz. 